# 亀本洋
亀本 洋（かめもと ひろし、1957年12月15日 - ）は、日本の法学者。専門は法哲学。京都大学大学院法学研究科教授などを経て、明治大学法学部教授。

## 人物
元：日本法哲学会理事長（2013年～2017年）。法哲学の教科書として公刊した『法哲学』（成文堂、2011年）は、全体を通じて古典注釈と判例原文読解の方法を駆使しつつ、経済学への理解をもとに経済フォーラム論を展開（第6章・第7章）しており、白鷗大学教授の阿部信行によって「重厚かつユニークな法哲学（教科）書」と評される。その後、ジョン・ロールズの格差原理に関する研究の成果を『格差原理』（成文堂、2012年）として公刊し、さらにロールズを批判するデザート論者の見解や、現代正義論の一勢力としてのデザート論者の諸見解についての研究の成果を『ロールズとデザート』（成文堂、2015年）として公刊した。また、ロールズの格差原理に含まれる「運の影響をいかに緩和するか」という考え方を継ぐものとしての運の平等主義の端緒の一つとされる、ロナルド・ドゥオーキンの資源の平等論についての研究の成果を『ドゥオーキン「資源の平等」を真剣に読む』（成文堂、2016年）として公刊した。

## 略歴
- 1957年12月 - 山口県厚狭郡山陽町（現：山陽小野田市）出身。
- 1976年3月 - 山口県立山口高等学校卒業[5]
- 1981年3月 - 京都大学法学部卒業[6]
- 1983年3月 - 京都大学大学院法学研究科博士前期課程修了（法学修士）
- 1986年
  - 3月 - 京都大学大学院法学研究科博士後期課程単位取得満期退学
  - 4月 - 日本学術振興会特別研究員 (PD)（1987年3月まで）
- 1987年4月 - 金沢大学法学部助教授
- 1994年4月 - 早稲田大学法学部助教授
- 1996年4月 - 早稲田大学法学部教授
- 2000年4月 - 京都大学大学院法学研究科教授[5]
- 2017年4月-現在 - 明治大学法学部教授[7]

## 著作

### 単著
- 『法的思考』（有斐閣、2006年）ISBN 4-6411-2506-6
- 『法哲学』（成文堂、2011年）ISBN 978-4-7923-0515-4
- 『格差原理』（成文堂〔新基礎法学叢書1〕、2012年）ISBN 978-4-7923-0527-7
- 『ロールズとデザート―現代正義論の一断面―』（成文堂〔新基礎法学叢書7〕、2015年）ISBN 978-4-7923-0573-4
- 『ドゥオーキン「資源の平等」を真剣に読む』（成文堂〔新基礎法学叢書11〕、2016年）ISBN 978-4-7923-0601-4

### 共著
- （田中成明・竹下賢・深田三徳・平野仁彦）『法思想史』（有斐閣、第2版1997年）ISBN 978-4-6410-5972-6
- （平野仁彦・服部高宏）『法哲学』（有斐閣、2002年）ISBN 978-4-6411-2148-5
- （研究代表者として）『スンマとシステム―知のあり方』（国際高等研究所、2013年）ISBN 978-4-9066-7180-9

### 編著
- 『法と科学の交錯』（岩波講座 現代法の動態6、岩波書店、2014年）ISBN 978-4-0001-1366-3

### 共編著
- （平野仁彦・川濵昇）『現代法の変容』（有斐閣、2013年）ISBN 978-4-6411-2557-5
- （角田猛之・市原靖久）『法理論をめぐる現代的諸問題―法・道徳・文化の重層性―』（晃洋書房、2016年）ISBN 978-4-7710-2778-7

### 共訳
- （田中成明・深田三徳 監訳）ユージン・カメンカ/アリス・イア-スーン・テイ『正義論』（未來社、1989年）ISBN 978-4-6243-0063-0
- （服部高宏・山本顕治・平井亮輔）ウルフリット・ノイマン『法的議論の理論』（法律文化社、1997年）ISBN 978-4-5890-2041-3
- （田中成明・平井亮輔）ジョン・ロールズ『公正としての正義 再説』（岩波書店、2004年）ISBN 978-4-0002-2846-6
- （角田猛之・井上匡子・石前禎幸・濱真一郎）ニール・マコーミック『判決理由の法理論』（成文堂、2009年）ISBN 978-4-7923-0468-3

## 論文
- 「J・ロールズ『公正としての正義・再説』を読む」（『法律時報』75巻4号79-83頁、日本評論社、2003年）
- 「格差原理は格差縮小の要求を含むのか」（ホセ・ヨンパルト・田中成明・竹下賢・笹倉秀夫・酒匂一郎・永尾孝雄編『自由と正義の法理念 三島淑臣教授古稀祝賀』227-251頁、成文堂、2003年）
- 「『公正としての正義・再説』における格差原理の正当化」（樋口陽一・森英樹・高見勝利・辻村みよ子編『国家と自由―憲法学の可能性』55-77頁、日本評論社、2004年）
- 「格差原理は互恵性の観念を含むのか」（田中成明編『現代法の展望―自己決定の諸相』333-367頁、有斐閣、2004年）
- 「レトリックとしての「法と経済学」―R・P・マーロイ『法と市場経済』の紹介(3)」（『法学論叢』156巻2号65-76頁、京都大学法学会、2004年）
- 「格差原理にかなった分配ルールはどのようにして作成されるのか」（『法学論叢』156巻5・6号271-281頁、京都大学法学会、2005年）
- 「格差原理とはどのような原理か」（『思想975号』（2005年7月号）147-168頁、岩波書店、2005年）
- 「法制定の重み」（林信夫・佐藤岩夫編『法の生成と民法の体系―無償行為論・法過程論・民法体系論 広中俊雄先生傘寿記念論集』575-609頁、創文社、2006年）
- 「一般条項について―広中俊雄教授の民法解釈方法論覚書（その2）―」（『法学論叢』160巻3・4号114-133頁、京都大学法学会、2007年）
- 「法哲学教育の標準化」（日本法哲学会編『法哲学と法学教育―ロースクール時代の中で―法哲学年報2006』115-127頁、有斐閣、2007年）
- 「R・ノージックの最小国家論に関する注釈―独立人への賠償はどのようにしてなされるのか―」（高等研報告書『国際比較からみた日本社会における自己決定と合意形成（研究代表者：田中成明）』103-136頁、国際高等研究所、2007年）
- 「ロナルド・コースのリアリズム経済学―コース理論の検討のための覚書」（『法学論叢』164巻１～6号134-146頁、京都大学法学会、2008年）
- 「法、法学と経済学―コースの理論を手がかりにして」（日本法哲学会編『法と経済―制度と思考法をめぐる対話―法哲学年報2008』79-95頁、有斐閣、2009年）
- 「ホーフェルド図式の意味と意義」（『法学論叢』166巻6号68-93頁、京都大学法学会、2010年）
- 「スンマとシステム――法学的思考と経済学的思考の比較――」（高等研報告書『スンマとシステム―知のあり方』9-35頁、国際高等研究所、2011年）
- 「格差原理に対するデザート論者からの批判」（『法学論叢』170巻4・5・6号167-211頁、京都大学法学会、2012年）
- "Responsibility of the Planner"（森際康友・瀧川裕英編"Judicial Minimalism-For and Against", Franz Steiner Verlag, 2012年）
- 「ロールズ『正義論』におけるOP曲線の意味」（樋口陽一・森英樹・高見勝利・辻村みよ子・長谷部恭男編『国家と自由・再論』95-113頁、日本評論社、2012年）
- "How Should Legal Philosophers Make Use of Economic Thinking: Implications of R. H. Coase's Economic Theory"（ウルフリット・ノイマン他編"Law, Science, Technology"65-70頁、Franz Steiner Verlag, 2013年）
- 「現代正義論における正義の概念」（高等研報告書『法と倫理のコラボレーション（研究代表者：服部高宏）』51-64頁、国際高等研究所、2013年）
- 「ハーサニ対ロールズ論争の争点」（平野仁彦・亀本洋・川濵昇編『現代法の変容』469-503頁、有斐閣、2013年）
- 「道徳的偶然の是正―スピゲルバーグ、ロールズ、サドゥルスキの平等論とデザート論―」（『法学論叢』172巻4・5・6号160-219頁、都大学法学会、2013年）
- 「ファインバーグのデザート論」（『法の理論32』、成文堂、2013年）
- 「裁判と科学の交錯」（亀本洋編『法と科学の交錯』、岩波書店、2014年）
- 「明文に反するように見える法解釈ーー民事再生法における銀行による手形取立金の銀行債権への充当の可否をめぐる裁判例を素材に」（『千葉大学法学論集』1729巻1・2号9-83頁、2014年）
- 「R・ドゥオーキンの「資源の平等」論を真剣に読む」（『法学論叢』176巻2・3号62-172頁、京都大学法学会、2014年）
- 「運平等主義の問題点ーーサミュエル・シェフラーの見解の紹介」（『法学論叢』176巻5・6号102-143頁、京都大学法学会、2015年）
- 「R・ドゥオーキンの「厚生の平等」論を真剣に読む（一）」（『法学論叢』177巻2号1-20頁、京都大学法学会、2015年）
- 「R・ドゥオーキンの「厚生の平等」論を真剣に読む（二）」（『法学論叢』177巻3号1-20頁、京都大学法学会、2015年）
- 「R・ドゥオーキンの「厚生の平等」論を真剣に読む（三）」（『法学論叢』177巻4号1-32頁、京都大学法学会、2015年）
- 「R・ドゥオーキンの「厚生の平等」論を真剣に読む（四）・完」（『法学論叢』177巻5号1-30頁，京都大学法学会、2015年）
- 「日本の裁判官の自意識」（布川玲子・高橋秀治編『司法権の法哲学的研究』230-273頁、日本評論社、2016年）
- 「ドゥオーキンの仮想保険に対するローマーからの批判」（角田猛之・市原靖久・亀本洋編『法理論をめぐる現代的諸問題―法・道徳・文化の重層性―』34-46頁、晃洋書房、2016年）
- 「法律関係論と権利論」（『法学論叢』180巻5・6号88-124頁、京都大学法学会、2017年）
- 「中間法律関係」（『法律論叢』90巻1号67-78頁、明治大学法律研究所、2017年）
- 「世代間の衡平」（『論究ジュリスト 2017年夏号』第22号62-70頁、有斐閣、2017年）

## 学会発表・講演等
- 「格差原理をめぐる諸問題：格差原理は格差縮小の要求を含むのか」（京都大学法学会春季学術講演会、2003年4月24日、京都大学）
- 「法哲学教育の標準化」（日本法哲学会学術大会・統一テーマ報告、2006年11月26日、青山学院大学）
- 「プランナーの責任」（第9回神戸レクチャー京都セミナー、2008年6月9日、京都大学）
- 「法、法学と経済学」（日本法哲学会学術大会・統一テーマ報告、2008年11月23日、学習院大学）
- "How Sould Legal Philosophyers Make Use of Economic Thinking: Implications of R. H. Coase's Economic Theory"（the 25th World Congress of the International Association for Philosophy of Law and Social Philosophy, 2011年8月17日）
- 「法を事実に当てはめるのか、事実を法に当てはめるのか」（日本法哲学会学術大会・統一テーマ報告、2013年11月17日、駒澤大学）

## その他
- 「ヨンパルト先生から学んだこと」（『法の理論28』223-238頁、成文堂、2009年）
- 大庭健編集代表『現代倫理学事典』（弘文堂、2012年）の項目執筆：担当項目「生ける法」「裁判／司法」「妥当性／実効性」「リーガリズム」「ブラックストーン」「ダンカン・ケネディ」「ジョン・フィニス」「スカンジナビア・リアリズム」
- 「法哲学という学問ー阿部信行氏による書評への返答」（『法の理論32』、成文堂、2013年）